# Gobio lingyuanensis
Gobio lingyuanensis är en fiskart som beskrevs av Mori, 1934. Gobio lingyuanensis ingår i släktet Gobio och familjen karpfiskar. Inga underarter finns listade i Catalogue of Life.